# Major League Baseball 1988
L'All-Star Game si giocò il 12 luglio al Riverfront Stadium di Cincinnati, Ohio e vide prevalere la squadra della American League per 2-1.
Le World Series si svolsero dal 15 al 20 ottobre e videro il successo dei Los Angeles Dodgers che si imposero per 4 partite ad 1 sugli Oakland Athletics. La vittoria fu la sesta nella storia dei Dodgers.

## Regular Season

### American League

#### East Division
| # | Squadra           | Vittorie | Sconfitte | Perc. | Diff. |
| - | ----------------- | -------- | --------- | ----- | ----- |
| 1 | Boston Red Sox    | 89       | 73        | .549  | -     |
| 2 | Detroit Tigers    | 88       | 74        | .543  | 1.0   |
| 3 | Milwaukee Brewers | 87       | 75        | .537  | 2.0   |
| 3 | Toronto Blue Jays | 87       | 75        | .537  | 2.0   |
| 5 | New York Yankees  | 85       | 76        | .528  | 3.5   |
| 6 | Cleveland Indians | 78       | 84        | .481  | 11.0  |
| 7 | Baltimore Orioles | 54       | 107       | .335  | 34.5  |

#### West Division
| # | Squadra            | Vittorie | Sconfitte | Perc. | Diff. |
| - | ------------------ | -------- | --------- | ----- | ----- |
| 1 | Oakland Athletics  | 104      | 58        | .643  | -     |
| 2 | Minnesota Twins    | 91       | 71        | .562  | 13.0  |
| 3 | Kansas City Royals | 84       | 77        | .522  | 19.5  |
| 4 | California Angels  | 75       | 87        | .463  | 29.0  |
| 5 | Chicago White Sox  | 71       | 90        | .441  | 32.5  |
| 6 | Texas Ranger       | 70       | 91        | .435  | 33.5  |
| 7 | Seattle Mariners   | 68       | 93        | .422  | 35.5  |

### National League

#### East Division
| # | Squadra               | Vittorie | Sconfitte | Perc. | Diff. |
| - | --------------------- | -------- | --------- | ----- | ----- |
| 1 | New York Mets         | 100      | 60        | .625  | -     |
| 2 | Pittsburgh Pirates    | 85       | 75        | .531  | 15.0  |
| 3 | Montreal Expos        | 81       | 81        | .500  | 20.0  |
| 4 | Chicago Cubs          | 77       | 85        | .475  | 24.0  |
| 5 | St. Louis Cardinals   | 76       | 86        | .469  | 25.0  |
| 6 | Philadelphia Phillies | 65       | 96        | .404  | 35.5  |

#### West Division
| # | Squadra              | Vittorie | Sconfitte | Perc. | Diff. |
| - | -------------------- | -------- | --------- | ----- | ----- |
| 1 | Los Angeles Dodgers  | 94       | 67        | .584  | -     |
| 2 | Cincinnati Reds      | 87       | 74        | .540  | 7.0   |
| 3 | San Diego Padres     | 83       | 78        | .516  | 11.0  |
| 4 | San Francisco Giants | 83       | 79        | .512  | 11.5  |
| 5 | Houston Astros       | 82       | 80        | .506  | 12.5  |
| 6 | Atlanta Braves       | 54       | 106       | .338  | 39.5  |

### Record Individuali

#### American League
| Stat. | Giocatore        | Squadra           | Totale |
| ----- | ---------------- | ----------------- | ------ |
| AVG   | Wade Boggs       | Boston Red Sox    | .366   |
| HR    | José Canseco     | Oakland Athletics | 42     |
| RBI   | José Canseco     | Oakland Athletics | 124    |
| R     | Wade Boggs       | Boston Red Sox    | 128    |
| H     | Kirby Puckett    | Minnesota Twins   | 234    |
| SB    | Rickey Henderson | New York Yankees  | 93     |

| Stat. | Giocatore        | Squadra           | Totale |
| ----- | ---------------- | ----------------- | ------ |
| W     | Frank Viola      | Minnesota Twins   | 24     |
| L     | Bert Blyleven    | Minnesota Twins   | 17     |
| ERA   | Allan Anderson   | Minnesota Twins   | 2.45   |
| K     | Roger Clemens    | Boston Red Sox    | 291    |
| IP    | Dave Stewart     | Oakland Athletics | 275 ⅔  |
| SV    | Dennis Eckersley | Oakland Athletics | 45     |

#### National League
| Stat. | Giocatore         | Squadra              | Totale |
| ----- | ----------------- | -------------------- | ------ |
| AVG   | Tony Gwynn        | San Diego Padres     | .313   |
| HR    | Darryl Strawberry | New York Mets        | 39     |
| RBI   | Will Clark        | San Francisco Giants | 109    |
| R     | Brett Butler      | San Francisco Giants | 109    |
| H     | Andrés Galarraga  | Montreal Expos       | 184    |
| SB    | Vince Coleman     | St. Louis Cardinals  | 81     |

| Stat. | Giocatore                    | Squadra                             | Totale |
| ----- | ---------------------------- | ----------------------------------- | ------ |
| W     | Orel Hershiser Danny Jackson | Los Angeles Dodgers Cincinnati Reds | 23     |
| L     | Tom Glavine                  | Atlanta Braves                      | 17     |
| ERA   | Joe Magrane                  | St. Louis Cardinals                 | 2.18   |
| K     | Nolan Ryan                   | Houston Astros                      | 228    |
| IP    | Orel Hershiser               | Los Angeles Dodgers                 | 267    |
| SV    | John Franco                  | Cincinnati Reds                     | 39     |

## Post Season
|  | League Championship Series | League Championship Series | League Championship Series |                     |    | World Series      | World Series | World Series |  |
|  |                            |                            |                            |                     |    |                   |              |              |  |
|  | E                          | Boston Red Sox             | 0                          |                     |    |                   |              |              |  |
|  | E                          | Boston Red Sox             | 0                          |                     |    |                   |              |              |  |
|  | W                          | Oakland Athletics          | 4                          |                     |    |                   |              |              |  |
|  | W                          | Oakland Athletics          | 4                          |                     | AL | Oakland Athletics | 1            |              |  |
|  |                            |                            |                            |                     | AL | Oakland Athletics | 1            |              |  |
|  |                            |                            | NL                         | Los Angeles Dodgers | 4  |                   |              |              |  |
|  | E                          | New York Mets              | NL                         | Los Angeles Dodgers | 4  | 3                 |              |              |  |
|  | E                          | New York Mets              |                            |                     |    |                   |              |              |  |
|  | W                          | Los Angeles Dodgers        | 4                          |                     |    |                   |              |              |  |

### League Championship Series
American League
| Data                                   | Squadra di casa   | Squadra ospite    | Ris.   |
| -------------------------------------- | ----------------- | ----------------- | ------ |
| 05/10                                  | Boston Red Sox    | Oakland Athletics | 1 - 2  |
| 06/10                                  | Boston Red Sox    | Oakland Athletics | 3 - 4  |
| 08/10                                  | Oakland Athletics | Boston Red Sox    | 10 - 6 |
| 09/10                                  | Oakland Athletics | Boston Red Sox    | 4 - 1  |
| Oakland Athletics vincono la serie 4-0 |                   |                   |        |

National League
| Data                                     | Squadra di casa     | Squadra ospite      | Ris.  |
| ---------------------------------------- | ------------------- | ------------------- | ----- |
| 04/10                                    | Los Angeles Dodgers | New York Mets       | 2 - 3 |
| 05/10                                    | Los Angeles Dodgers | New York Mets       | 6 - 3 |
| 08/10                                    | New York Mets       | Los Angeles Dodgers | 8 - 4 |
| 09/10                                    | New York Mets       | Los Angeles Dodgers | 4 - 5 |
| 10/10                                    | New York Mets       | Los Angeles Dodgers | 4 - 7 |
| 11/10                                    | Los Angeles Dodgers | New York Mets       | 1 - 5 |
| 12/10                                    | Los Angeles Dodgers | New York Mets       | 6 - 0 |
| Los Angeles Dodgers vincono la serie 4-3 |                     |                     |       |

### World Series
| Data                                     | Squadra di casa     | Squadra ospite      | Ris.  |
| ---------------------------------------- | ------------------- | ------------------- | ----- |
| 15/10                                    | Los Angeles Dodgers | Oakland Athletics   | 5 - 4 |
| 16/10                                    | Los Angeles Dodgers | Oakland Athletics   | 6 - 0 |
| 18/10                                    | Oakland Athletics   | Los Angeles Dodgers | 2 - 1 |
| 19/10                                    | Oakland Athletics   | Los Angeles Dodgers | 3 - 4 |
| 20/10                                    | Oakland Athletics   | Los Angeles Dodgers | 2 - 5 |
| Los Angeles Dodgers vincono la serie 4-1 |                     |                     |       |

## Campioni
| World Series 1988 Los Angeles Dodgers Sesto titolo |

## Premi
- Miglior giocatore della Stagione

|    | Giocatore    | Squadra             |
| -- | ------------ | ------------------- |
| AL | José Canseco | Oakland Athletics   |
| NL | Kirk Gibson  | Los Angeles Dodgers |

- Rookie dell'anno

|    | Giocatore  | Squadra           |
| -- | ---------- | ----------------- |
| AL | Walt Weiss | Oakland Athletics |
| NL | Chris Sabo | Cincinnati Reds   |

- Miglior giocatore delle World Series

| Giocatore      | Squadra             |
| -------------- | ------------------- |
| Orel Hershiser | Los Angeles Dodgers |